# Куртниково
Куртниково — деревня в Бужаровском сельском поселении Истринского района Московской области. Население — 5 чел. (2010), в деревне 4 улицы, зарегистрировано 4 садовых товарищества.
Находится примерно в 18 км на северо-запад от Истры, высота над уровнем моря 208 м.

## Достопримечательности

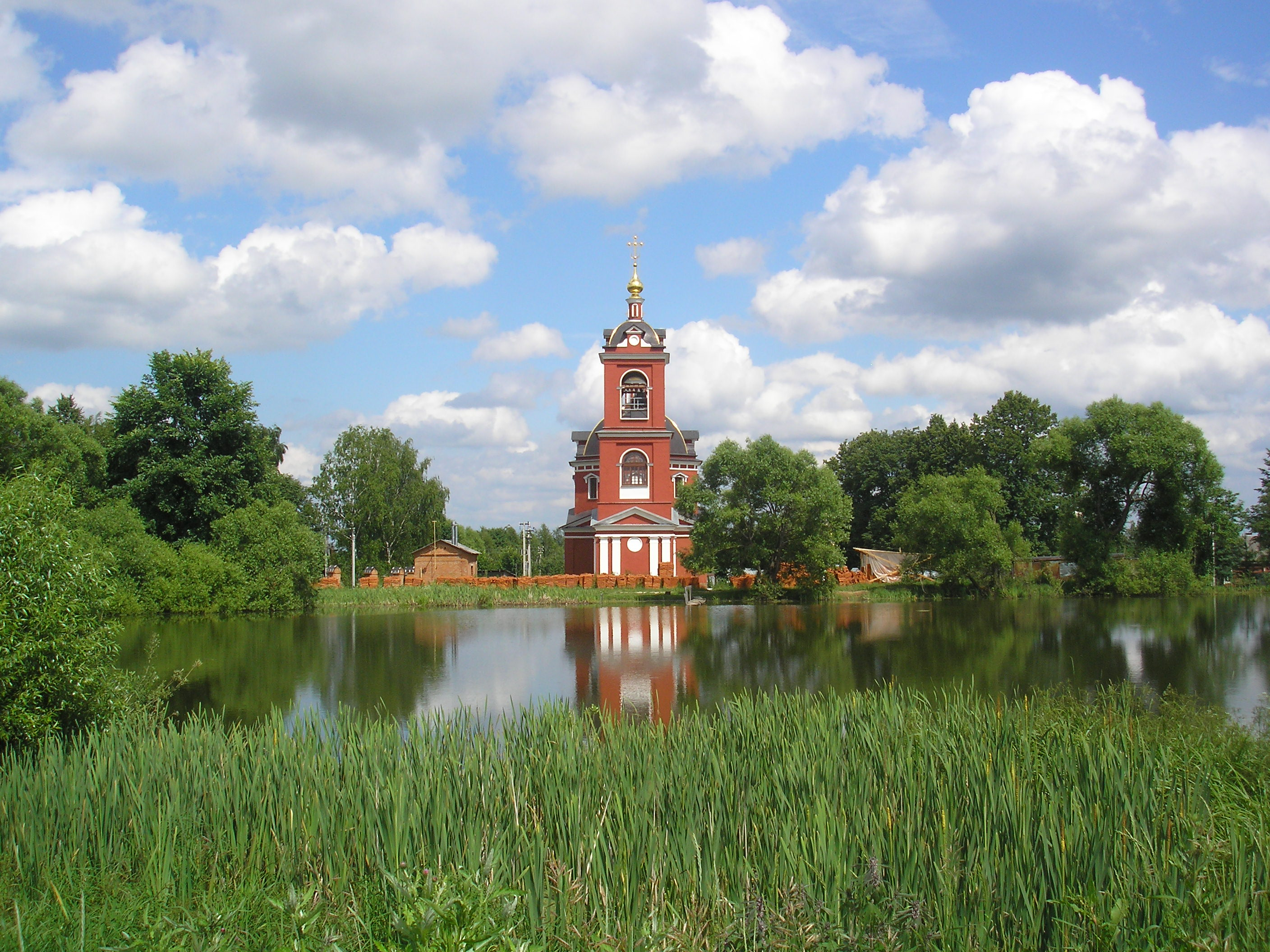
Церковь Бориса и Глеба

Церковь благоверных князей Бориса и Глеба, памятник архитектуры.

## Население
| 2002 | 2006 | 2010 |
| ---- | ---- | ---- |
| 11   | ↘6   | ↘5   |